# Fiona Graham
Fiona Caroline Graham (Melbourne, 16 de dezembro de 1961 — 26 de janeiro de 2023) foi  uma antropóloga australiana que trabalha como gueixa no Japão. Ela fez sua estreia como gueixa em 2007 no distrito de Asakusa, em Tóquio sob o nome de Sayuki (紗幸), e desde 2021 estava trabalhando no distrito de Fukagawa, em Tóquio.

## Primeiros anos
Graham nasceu em Melbourne, na Austrália, e viajou pela primeira vez ao Japão com quinze anos de idade para um programa de intercâmbio estudantil, onde frequentou o ensino médio e morou com sua família anfitriã.

## Carreira acadêmica
Os primeiros diplomas de Graham, em psicologia e ensino, foram obtidos na Universidade de Keio. Ela concluiu o mestrado em 1992 e o doutorado em 2001 na área de antropologia social, pela Universidade de Oxford, com foco na cultura corporativa japonesa. Ela foi professora de estudos de gueixas nas Universidades Keio e Waseda.
Graham publicou três volumes de antropologia.
Inside the Japanese Company (2003) e A Japanese Company in Crisis (2005) são sobre a grande companhia de seguros (com o nome fictício "C-Life") que Graham ingressou após a formatura, e que ela observou mais tarde, primeiro como pesquisadora e depois como documentarista. O assunto principal do livro é "a erosão desigual do compromisso dos homens assalariados [da empresa] com uma ideologia corporativa abrangente", com Graham concentrando-se na coorte que entrou na empresa quando ela o fez. O revisor de ambos os livros que trabalha para a British Journal of Industrial Relations deu parecer favorável a seu retrato, mas achou que "[não] tratava, de maneira adequada, as questões mais amplas de estrutura e relações de poder".
O revisor da revista Organization of Inside the Japanese Company estava preocupado com a falta de informação sobre os entrevistados de Graham e com os sérios problemas com a pesquisa quantitativa do livro. No entanto, ele achou o livro perspicaz e gratificante.
A "C-Life" acabou falindo em outubro de 2000, e A Japanese Company in Crisis concentrou-se nas maneiras pelas quais os funcionários individuais pensavam e agiam na expectativa dos tempos difíceis à frente. O revisor novamente encontrou falhas no livro, mas no geral deu uma crítica altamente favorável. A resenha do livro no Social Science Japan Journal recebeu elogios semelhantes.
Em Playing at Politics: An Ethnography of the Oxford Union (2005), Graham baseou-se em um documentário de 2001 (The Oxford Union: Campus of Tradition) que ela havia feito para a televisão japonesa sobre a candidatura à presidência da Oxford Union:
Graham se concentra principalmente nas pessoas ambiciosas, pois estas decidem que suas futuras carreiras se beneficiarão mais por serem conhecidos como ex-presidentes da Oxford Union do que pela qualidade de seus diplomas. . .  Os comentários maldosos daqueles que estão no topo, que veem os candidatos como autodegradantes viscosos desesperados por status, fornecem um contraponto divertido à seriedade dos concorrentes.
O revisor do Journal of the Royal Anthropological Institute considerou o livro um "exame espirituoso dos processos políticos britânicos" e "[recomendou-o] a todos os aspirantes a políticos e seus tutores".

## Atividades de gueixa

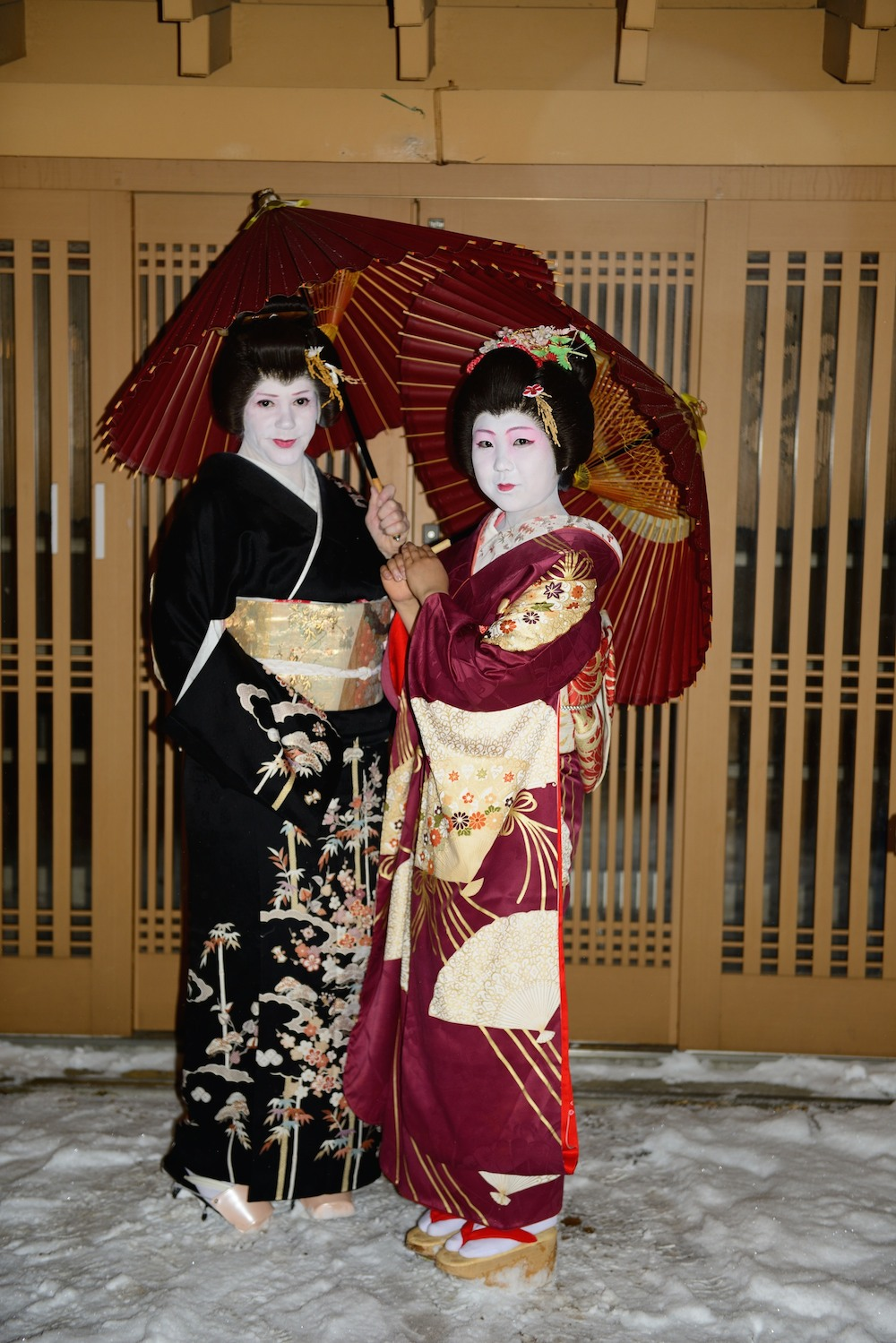
Graham (à esquerda) e uma de suas trainees em janeiro de 2013

Graham iniciou na profissão de gueixa com a intenção de dirigir um projeto de documentário para o National Geographic Channel; no entanto, ao completar seu treinamento (realizado como parte das filmagens do documentário), ela recebeu permissão para continuar trabalhando em tempo integral como gueixa e estreou formalmente sob o nome de "Sayuki" em dezembro de 2007.
Graham estreou no distrito de gueixas de Asakusa, em Tóquio, e seu treinamento antes disso durou um ano; isso incluiu aulas de dança, cerimônia do chá e shamisen. Graham é especialista em yokobue (a flauta japonesa de sopro lateral). Desde 2013, o próprio documentário permaneceu inacabado.
Depois de trabalhar em Asakusa por quatro anos como gueixa, Graham pediu permissão para assumir a okiya, dirigida por sua mãe gueixa, que estava se aposentando devido a problemas de saúde; contdudo, seu pedido foi negado por ser estrangeira.
Em 2011, Graham deixou de operar independentemente da Asakusa Geisha Association, embora continuasse a trabalhar como gueixa na área, abrindo uma loja de quimono em Asakusa no mesmo ano. Em 2013, Graham dirigia uma okiya independente em Yanaka, Tóquio, com quatro aprendizes. Desde 2021, ela tem mora  de forma permanente no Japão e está administrando uma okiya no distrito de Fukagawa, com três aprendizes. Ela permite que os turistas venham e observem as jovens gueixas tendo suas aulas.
Graham viajou internacionalmente para demonstrar as artes tradicionais empregadas pelas gueixas, visitando o Reino Unido para se apresentar no festival Hyper Japan em 2013, Dubai no mesmo ano, e Brasil em 2015.
Em 2020, quando a pandemia de COVID-19 atingiu o Japão, Graham adicionou banquetes de gueixas online ao seu repertório de eventos.

## Processo judicial do ginásio de Wanaka
Em dezembro de 2010, uma empresa neozelandesa de propriedade exclusiva de Graham, The Wanaka Gym Ltd., foi multada em um total de 64 000 dólares neozelandês e condenada a pagar NZ$ 9.000 em custos, após uma condenação relacionada a um prédio inseguro usado para acomodação turística. O prédio havia sido declarado "perigoso" em junho de 2008, mas continuou a abrigar moradores pagantes nos dois meses seguintes. Após a condenação, Graham fez uma série de recursos sem sucesso, e uma permissão final para apelar tanto por Graham quanto pela empresa foi rejeitada em dezembro de 2014 pela Suprema Corte da Nova Zelândia.

## Obras de Graham
- Inside the Japanese Company. Londres: Routledge, 2003. doi:10.4324/9780203433638. Capa dura: ISBN 0-415-30670-1, Adobe eReaderISBN 0-203-34098-1, e-bookISBN 0-203-43363-7.
- A Japanese Company in Crisis: Ideology, Strategy and Narrative. Série Routledge Curzon Contemporary Japan, 1. Londres: Routledge Curzon, 2005. ISBN 0-415-34685-1 ISBN 0-415-34685-1.
- Playing at Politics: An Ethnography of the Oxford Union. Edimburgo: Dunedin Academic Press, 2005. ISBN 9781281232168ISBN 9781281232168 ,ISBN 9781906716851, brochura. ISBN 978-1-903765-52-4.